# Памятник Низами Гянджеви (Рим)
Па́мятник Низами́ Гянджеви́ (итал. Monumento a Nizami Ganjavi) — памятник выдающемуся поэту и мыслителю XII века Низами Гянджеви, установленный в соответствии с распоряжением президента Азербайджана. Расположен в столице Италии, в городе Рим, в парке Вилла Боргезе, на улице Виале Мадам Летиции (итал. Viale Madama Letizia). Авторы памятника — народный художник Азербайджана Салхаб Мамедов и заслуженный художник ]Али Ибадуллаев. Проект был утверждён комиссией по истории и искусству мэрии Рима.

## Открытие памятника
Открытие памятника состоялось 20 апреля 2012 года при поддержке Фонда Гейдара Алиева и участии посольства Азербайджана в Италии в соответствии с Распоряжением Президента Азербайджана от 23 декабря 2011 года «О проведении 870-летнего юбилея гениального азербайджанского поэта и мыслителя Низами Гянджеви».
На церемонии открытия приняли участие президент Фонда Гейдара Алиева, первая леди Азербайджана Мехрибан Алиева, заведующая международным отделом городской мэрии Рима Серена Форни, представители посольства Азербайджана в Италии, заместитель министра культуры и туризма Адалят Велиев и другие официальные лица.

## Описание памятника
Памятник изображает Низами сидячим с пером в правой руке. На памятнике на итальянском языке написано «Азербайджанский поэт Низами Гянджеви 1141—1209» (итал. POETA AZERBAIGIANO NIZAMI GANJAVI 1141 – 1209). На постаменте также имеется небольшая надпись на итальянском «Подарок Азербайджанской Республики городу Рим, 20 апреля 2012» (итал. Dono della Repubblica dell'Azerbaigian alla città di Roma, 20 aprile 2012).

## Реакция на установку
Установление памятника классику персидской поэзии Низами Гянджеви, как азербайджанскому поэту, вызвало широкий резнонанс. С требованием заменить надпись «азербайджанский поэт» на «персидский поэт» выступили иранские иммигранты и итальянские студенты. В ответ на сообщение иранских СМИ о том, что иранцы и итальянские ценители персидской культуры собираются у памятника, чтобы «выразить свой протест против присвоения Азербайджаном его наследия» депутат Милли Меджлиса, доктор филологических наук Жаля Алиева заявила, что «Низами Гянджеви — великий азербайджанский мыслитель, и все попытки иранской стороны представить его в качестве „персидского“ поэта являются ничем иным как провокацией», и что «принадлежность наследия Низами Гянджеви к азербайджанской истории и культуре — это неоспоримо». Итало-иранской культурной ассоциацией был инициирован сбор подписей против использования культуры в политических и национальных целях. В созданной петиции отмечалось, что называть Низами азербайджанским поэтом  равносильно тому, что назвать греческого историка Геродота турецким историком. Кроме этого конечным требованием прошения являлось требование о замене надписи на постаменте на «персидский поэт». Канадский историк специализирующийся на иранской истории Кавех Фарух на своем сайте призвал поддержать петицию «в знак протеста против фальсификации истории», помимо этого, прошение подписали ряд итальянских и иранских учёных, таких как Паола Орсатти (Paola Orsatti), Рикардо Зиполи (Riccardo Zipoli), Даниэла Менегини (Daniela Meneghini), Адриано Росси, Доменико Паррелло (Domenico Parrello), Эла Филиппоне (Ela
Filippone), Фазэх Мардани (Faezeh Mardani), Мауро Маджи (Mauro Maggi), Жерардо Барбера (Gerardo Barbera), Али Дустзаде (Ali Dustzadeh) и Сиаваш Лорнежад (Siavash Lornejad). Профессор персидского языка и литературы Паола Орсатти, в своей рецензии к книге «Современная политизация Низами Гянджеви», говоря об установке памятника с надписью «азербайджанский поэт», отмечает его как «пример искажения на который надо реагировать».